# Robert Mandrou
Robert Mandrou (ur. 1921, zm. 1984) – francuski historyk, zaliczany do drugiej generacji historyków Szkoły Annales. 
Był wraz z Georges Duby jednym pionierów z badań nad historią mentalności. 

## Wybrane publikacje
- Histoire de la civilisation française (2 vol. en collaboration avec Georges Duby), Paris, Armand Colin, 1958, 3×10{{{1}}} éd., 1964.
- Introduction à la France moderne. Essai de psychologie historique, Paris, Albin Michel, 1961 ; 2×10{{{1}}} éd. 1974. Nouvelle édition 1998.
- De la culture populaire en France aux xviie et xviiie siècles, Paris, Stock, 1964.
- Classes et luttes de classes dans la France du xviie siècle, Florence, d'Anna, 1965.
- La France des xvie et xviie siècles, Paris, PUF, Coll. Nouvelle Clio, 1967, nouvelle édition, par Monique Cottret, 1987 et 1996.
- Magistrats et sorciers en France au xviie siècle, Paris, Plon, 1968 (thèse de doctorat).
- Les Fugger, propriétaires fonciers en Souabe (fin du xvie siècle), Paris, Plon, 1969.
- Les Sept jours de Prague, 21-27 août 1968. Première documentation historique complète de l'entrée des troupes aux accords de Moscou, Paris, 1969.
- Encyclopaedia Universalis, t.8, 1970 : article Histoire : 1. le statut scientifique de l'histoire; 2. l'histoire des Mentalités.
- Louis XIV en son temps, Paris, PUF, 1973.
- Des humanistes aux hommes de science, Paris, Seuil, 1973.
- L’Europe absolutiste. Raison et raison d’État (1649–1775), Paris, Fayard, 1977, rééd. 1995.
- Possession et sorcellerie en France au xviie siècle, Paris, 1979.

## Publikacje w języku polskim
- (współautor: Georges Duby), Historia kultury francuskiej. Wiek X-XX, przeł. Hanna Szumańska-Grossowa, Warszawa: Państwowe Wydawnictwo Naukowe 1965 (wyd. 2 - 1967).